# حظر الأسلحة على إسرائيل منذ عام 2023

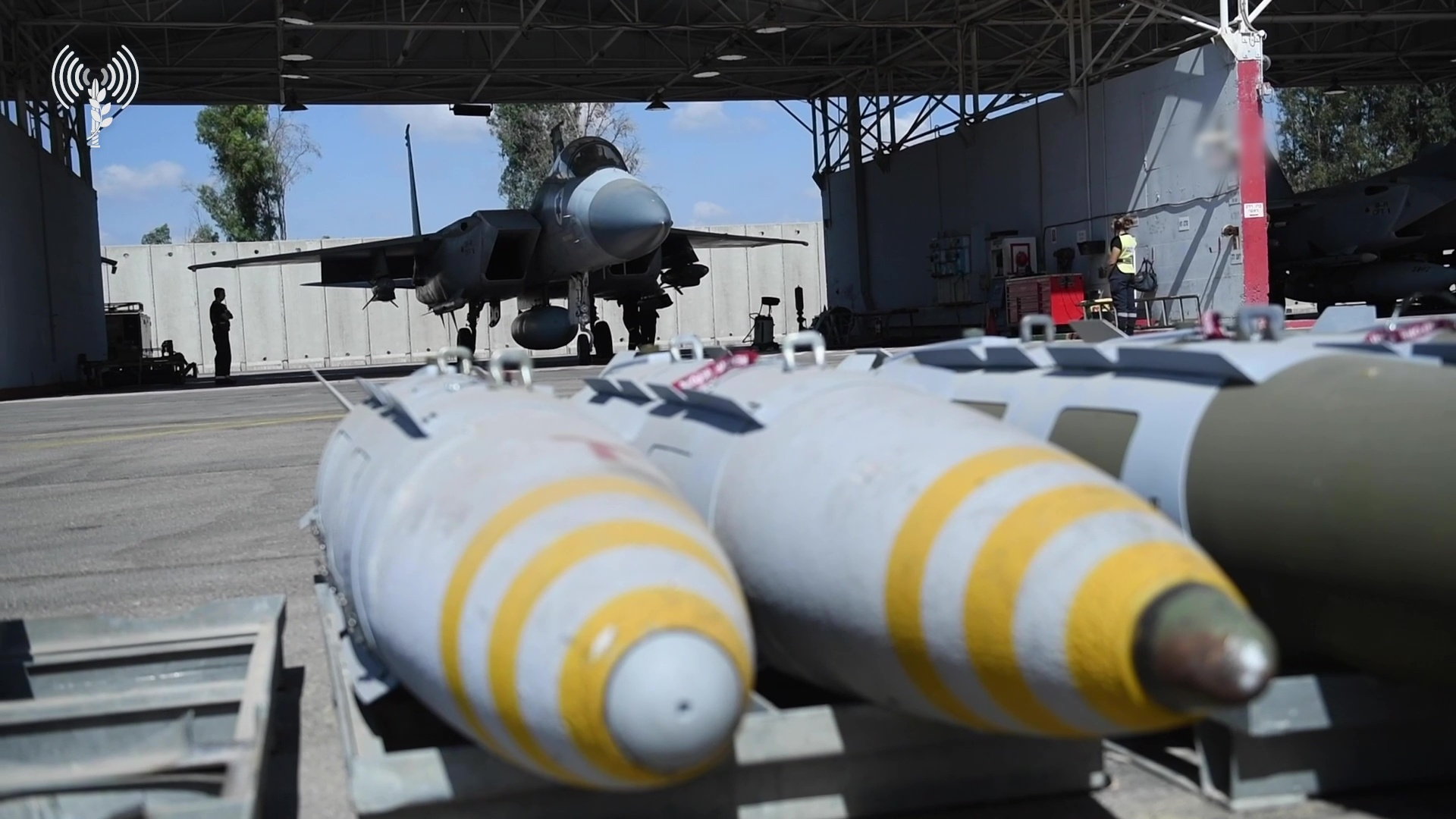
كانت هناك جهود سياسية لمنع أو الحد من بيع ونقل بعض الأسلحة والذخائر الرئيسية إلى إسرائيل، مثل القنابل الجوية.

منذ 7 أكتوبر 2023، أوقفت عدة دول مثل إيطاليا واليابان وإسبانيا وكندا وهولندا وبلجيكا بيع الأسلحة لإسرائيل. ويناقش حلفاء الولايات المتحدة الرئيسيون مثل بريطانيا وفرنسا الأمر. ومع ذلك، تواصل الولايات المتحدة وألمانيا، بصفتهما الموردين الرئيسيين لواردات الأسلحة لإسرائيل، توريد الأسلحة الفتاكة على الرغم من الانتقادات المتزايدة لارتفاع عدد الضحايا المدنيين.
تصر جماعات الحملة وبعض الساسة الغربيين على أن مبيعات الأسلحة إلى إسرائيل يجب أن تتوقف لأن أرواح المدنيين أزهقت خلال الحرب في غزة، بسبب الفظائع الإسرائيلية والأزمة الإنسانية في قطاع غزة.

## الخلفية
تُعَد إسرائيل من كبار مصدري الأسلحة، لكن جيشها يعتمد اعتمادًا كبيرًا على الطائرات المستوردة والقنابل الموجهة والصواريخ لتنفيذ حملة جوية تعتبر واحدة من أكثر الحملات الجوية كثافة وتدميرًا في التاريخ الحديث من قِبَل الخبراء. تُعَد الولايات المتحدة من أكبر موردي الأسلحة لأقرب حلفائها في الشرق الأوسط، وتأتي ألمانيا في المرتبة الثانية. تم توفير الجزء الأكبر من احتياجات إسرائيل الدفاعية من قِبَل الولايات المتحدة، بما في ذلك القنابل التي تزن 2000 رطل ويمكنها تفجير المخابئ. وقد وافق الكونجرس الأمريكي هذا العام على حزمة مساعدات عسكرية إضافية بقيمة 14 مليار دولار لإسرائيل.
تتعرض إسرائيل لضغوط من المجتمع القانوني الدولي بسبب حربها في غزة، وذلك بسبب العواقب الإنسانية الوخيمة التي يواجهها المدنيون، الاتهامات بأن سلوك إسرائيل إبادة جماعية. وقد يواجه رئيس وزراء إسرائيل بنيامين نتنياهو أوامر اعتقال بتهمة ارتكاب جرائم حرب بعد أن أعلن المدعي العام للمحكمة الجنائية الدولية ذلك في يونيو 2024. كما أمرت محكمة العدل الدولية إسرائيل في أواخر يناير 2024 باتخاذ خطوات مؤقتة لمنع أعمال الإبادة الجماعية وتمكين المزيد من المساعدات من الوصول إلى قطاع غزة، لكن الحكومة الإسرائيلية تجاهلت الأوامر. أصدرت أعلى محكمة في الأمم المتحدة رأيًا استشاريًا في 19 يوليو 2024، قائلة إن احتلال إسرائيل لقطاع غزة والضفة الغربية، بما في ذلك القدس الشرقية غير قانوني: "أعادت المحكمة التأكيد أخيرًا على مبدأ بدا غير واضح، حتى للأمم المتحدة: الحرية من الاحتلال العسكري الأجنبي والفصل العنصري أمر غير قابل للتفاوض على الإطلاق". وقد تلقى الجنود المتورطون في جرائم حرب مشتبه بها دعمًا نشطًا من المتطرفين، مثل إيتمار بن غفير، وزير الأمن القومي. وتزايدت الضغوط على حلفاء إسرائيل لوقف تسليم الأسلحة في أعقاب الغارة على قافلة تابعة لمنظمة المطبخ العالمي المركزي في غزة في أوائل أبريل/نيسان 2024، والذي أسفر عن مقتل سبعة من عمال الإغاثة.

## الموردون للأسلحة لإسرائيل
يأتي 69% من إجمالي مشتريات إسرائيل من الأسلحة من شركات أمريكية، و30% من ألمانيا و0.9% من إيطاليا. وتمثل واردات الدفاع من دول أخرى 0.1% من إجمالي واردات .سرائيل وقد زودت الولايات المتحدة إسرائيل بمعظم معداتها الدفاعية، بما في ذلك قنابل تزن 2000 رطل.
في عام 2023، كانت الصادرات العسكرية الألمانية أعلى بنحو عشرة أضعاف مما كانت عليه في عام 2022 بعد أن مددت المبيعات إلى إسرائيل في نوفمبر 2023. وأفادت هيومن رايتس ووتش أنه منذ عام 2015، منحت المملكة المتحدة إسرائيل تراخيص تصدير عسكرية بقيمة لا تقل عن 474 مليون جنيه إسترليني (594 مليون دولار)، ودبابات وذخيرة ومكونات لقاذفة الشبح إف -35 التي استخدمت في غزة.

## الحظر حسب البلد
في حكمها المؤقت في قضية الإبادة الجماعية المرفوعة من جنوب أفريقيا ضد إسرائيل، والصادر في 26 يناير/كانون الثاني 2024، وجدت محكمة العدل الدولية أنه من "المحتمل" أن ترتكب إسرائيل إبادة جماعية في غزة، وأمرتها باتخاذ جميع الإجراءات اللازمة لمنع الأعمال التي قد تُشكل إبادة جماعية ضد الفلسطينيين. وقد دفع هذا المنظمات الإنسانية في جميع أنحاء العالم إلى الضغط على حكوماتها لوقف تجارة الأسلحة والمساعدات العسكرية. ونتيجةً لذلك، علّقت كندا وإسبانيا وبلجيكا وهولندا واليابان مبيعات الأسلحة. وأعلنت دول أخرى أنها ستتوقف عن شراء الأسلحة الإسرائيلية. ورغم الخسائر البشرية الكبيرة والمجاعة التي يشهدها قطاع غزة، واصلت دول غربية تزويد إسرائيل بأسلحة فتاكة.

### إسبانيا
في مايو 2025، دعا وزير الخارجية الإسباني دول العالم إلى حظر مشترك على تصدير الأسلحة إلى إسرائيل، قائلًا "يجب أن نتفق جميعًا على حظر مشترك على الأسلحة.. آخر شيء يحتاجه الشرق الأوسط الآن هو الأسلحة".

### أستراليا
صرحت وزيرة الخارجية بيني وونغ بأن أستراليا لم تُسلّم أسلحة لإسرائيل منذ بدء الحرب على غزة. إلا أن المتحدث باسم حزب الخضر الأسترالي ديفيد شوبريدج، طالب الحكومة بمزيد من الشفافية بشأن المواد المُصدّرة إلى إسرائيل، مُضيفًا أن البلاد لديها نظام لتصدير الأسلحة يُعدّ من أكثر الأنظمة سريةً في العالم. وحثّت منظمة العفو الدولية أستراليا على وقف بيع الأسلحة لإسرائيل، مُؤكّدةً أن أستراليا منحت موافقتها على 322 عملية تصدير أسلحة إلى إسرائيل خلال السنوات الست الماضية.

### بلجيكا
في فبراير/شباط 2024، وبعد صدور حكم محكمة العدل الدولية، أعلنت السلطات المحلية في منطقة والونيا البلجيكية عن تعليق تراخيص تصدير الذخائر إلى إسرائيل.

## المشاهدات
قال جوزيف بوريل مسؤول السياسة الخارجية بالاتحاد الأوروبي، إنه إذا كان الرئيس الأمريكي جو بايدن قلقًا بشأن عدد القتلى المدنيين في غزة، فعليه أن يقلل من توريد الأسلحة إلى إسرائيل. ويُعتبر بيع الأسلحة والمساعدات العسكرية متواطئة في الإبادة الجماعية وانتهاكًا للقانون الدولي، وفقًا للمدافعين. وقد استقال ما لا يقل عن العشرات من المسؤولين الأمريكيين احتجاجًا على سياسات الحرب التي تنتهجها الحكومة الأمريكية.
يؤكد النقاد باقتناع أن المادة 502 (ب) من قانون المساعدات الخارجية الأمريكي تحظر على الدولة إرسال مساعدات إلى الحكومات المسؤولة عن انتهاكات جسيمة لحقوق الإنسان. يسمح القانون للكونغرس بطلب معلومات حول ممارسات الدولة وإنهاء الدعم الأمني بناءً على المعلومات الواردة. صرحت سارة ليا ويتسون، المديرة التنفيذية لمنظمة "الديمقراطية للعالم العربي الآن"، بأن القانون لم يُطبق قط لأنه يعتمد على قرار الرئيس. يتضمن قانون ليهي أحكامًا مماثلة تحظر على وزارة الخارجية أو وزارة الدفاع تقديم تمويل للكيانات الأجنبية التي ارتكبت، بناءً على "معلومات موثوقة"، انتهاكات لحقوق الإنسان. ولكن في حين تم تطبيق هذه القاعدة على العديد من حلفاء الولايات المتحدة، إلا أنها لم تُطبق أبدًا على إسرائيل، ويرجع ذلك جزئيًا إلى أن حجم المساعدات العسكرية المرسلة يجعل من المستحيل التحقق منها قبل الانتخابات الرئاسية لعام 2024 ، قال الكاتب والمحلل السياسي الأمريكي جوش روبنر إن كامالا هاريس يجب أن تلتزم بإنهاء عمليات نقل الأسلحة إلى إسرائيل، كما يتطلب القانون الأمريكي منها القيام بذلك إذا تم انتخابها رئيسة، مع الأخذ في الاعتبار أن تجميد شحنات الأسلحة إلى إسرائيل مدعوم من قبل 62 في المائة من ناخبي بايدن في عام 2020 مع معارضة 14 في المائة.
ردًا على حصار شمال غزة ، قالت منظمة أوكسفام و7 منظمة إنسانية كبرى أخرى إن جميع الدول "يجب أن توقف الآن نقل جميع الأسلحة والأجزاء والذخائر التي يمكن استخدامها لارتكاب المزيد من الانتهاكات للقانون الإنساني الدولي" ودعت هيومن رايتس ووتش إلى فرض حظر على الأسلحة على إسرائيل في أعقاب الهجمات على المسعفين والبنية التحتية للرعاية الصحية في لبنان، والتي وصفتها بأنها جريمة حرب واضحة..